# Józef Pukowiec
Józef Pukowiec, pseudo: Chmura, Pukoc, Gary (ur. 14 września 1904 w Świętochłowicach, zm. 15 sierpnia 1942 w Katowicach) − działacz harcerski, członek ruchu oporu.

## Życiorys
Był synem Józefa Pukowca i Karoliny Bortlik. Miał siedmioro rodzeństwa, cztery siostry (Martę, Waleskę Łucję i Annę) oraz trzech braci (Stanisława, Bronisława i Alojzego). Swoje dzieciństwo spędził w Świętochłowicach, gdzie jego ojciec był górnikiem w kopalni "Deutschland". Następnie jego rodzina przeniosła się do Chwałowic, zaś sam Pukowiec do babci w Bzie, gdzie ukończył szkołę powszechną. W latach 1920–1921, w czasie plebiscytu i powstań śląskich, jako goniec i kolporter prasy angażował się w działalność Polskiego Komisariatu Plebiscytowego. 
W 1921 roku rozpoczął naukę w Seminarium Nauczycielskim w Wągrowcu, a po przyłączeniu Górnego Śląska do Polski przeniósł się w 1923 roku do Seminarium Nauczycielskiego w Pszczynie, gdzie w roku 1925 uzyskał maturę i został nauczycielem. Pracował jako nauczyciel w Baranowicach, Chwałowicach i Katowicach-Załężu (SP23).
Po ukończeniu Seminarium w 1925 roku pojechał na kurs zastępowych zorganizowany w Mszanie, gdzie złożył przyrzeczenie harcerskie. 1 kwietnia 1927 roku Komenda Chorągwi Śląskiej mianowała Józefa Pukowca komendantem Hufca Rybnik, ponieważ dotychczasowego hufcowego powołano do służby wojskowej. Prowadził szkolenia i kursy harcerskie. 26 sierpnia 1939 roku został mianowany komendantem Chorągwi Śląskiej
Od października 1939 organizował tajne harcerstwo na Śląsku. Był członkiem władz naczelnych harcerstwa polskiego, członkiem sztabu konspiracyjnej organizacji − Polskie Siły Zbrojne, współredagował konspiracyjne pisma śląskie. Gestapo aresztowało Pukowca 18 grudnia 1940 wraz z wielu innymi działaczami polskimi. Więziony w Katowicach, Berlinie, Gliwicach i Oświęcimiu. Został zgilotynowany w katowickim więzieniu przy ulicy Mikołowskiej.
Decyzją Rady Państwa PRL z sierpnia 1982 roku został pośmiertnie odznaczony medalem „Za udział w wojnie obronnej 1939”.
Jego imię nosi jedna z ulic w Katowicach, Rudzie Śląskiej, Rybniku i Pawłowicach, a także Szkoła Podstawowa nr 4 na osiedlu Daszyńskiego w Pszczynie, Gimnazjum nr 4 w Gliwicach, Gimnazjum nr 3 w Rybniku oraz Szkoła Podstawowa nr 2 w Pawłowicach.